# Sleeping, Dreaming and Dying – An Exploration of Consciousness
A Sleeping, Dreaming and Dying – An Exploration of Consciousness (magyarul: Alvás, álom és halál – a tudat kutatása) című könyv nyugati tudósok és a 14. dalai láma, Tendzin Gyaco párbeszédét tartalmazza. A modern tudományokban a tudat átmeneti állapota sok tudományos terület középpontjában áll. A buddhista gyakorlók számára ugyanezek az állapotok komoly lehetőséget jelentenek a tudat alaposabb megismerésére és átalakítására. A könyv témája a tudat három alapvető állapota: az alvás, az álom és a halál, de emellett szó esik olyan különleges dolgokról is mint a tudatos álmodás, a halálközeli élmények, vagy magának a tudatnak a szerkezete.
A könyvben a beszélő Francisco Varela, nemzetközileg elismert idegtudós. A könyv Charles Taylor filozófus a személyes öntudattal kapcsolatos észrevételével kezdődik. Ennek kapcsán kapcsolódik be a beszélgetésbe Jerome Engel, Joyce MacDougal, más tudósok és a dalai láma olyan témákkal mint az alvás neurológiája és az álomjóga. Jayne Gackenbach a tudatos álmodásról kérdezi a magas rangú tibeti lámát, aki részletesen szól a buddhista meditációs gyakorlók különleges álommanipulációiról. Joan Halifax halálközeli élményekkel kapcsolatos előadásával kapcsolatban a dalai láma kifejezte a kételkedését. A könyv egyaránt érdekes lehet a pszichológia a idegtudomány és a buddhizmus iránt érdeklődők számára.
A könyvnek magyar nyelvű kiadása nem jelent meg.